# Davallia delavayi
Davallia delavayi là một loài dương xỉ trong họ Davalliaceae. Loài này được Bedd., mô tả khoa học đầu tiên năm 1888.
Danh pháp khoa học của loài này chưa được làm sáng tỏ. 